# Calypso (canção)
"Calypso" é uma canção gravada pelo cantor e compositor porto-riquenho Luis Fonsi e pela rapper e cantora inglesa Stefflon Don. Fonsi co-escreveu a música com Dyo, Stefflon Don, e seus produtores Andrés Torres e Mauricio Rengifo. A música foi lançada pela primeira vez através de Universal Music Latin Entertainment em 14 de junho de 2018. Uma versão remixada da música da cantora colombiana Karol G foi lançada em 18 de agosto de 2018.

## Lançamento
A faixa foi lançada junto com um videoclipe em 14 de junho de 2018. "Calypso" ganhou 1,7 milhões de transmissões dos EUA e 5.000 downloads vendidos na semana encerrada em 21 de junho. O vídeo oficial da música já foi visto em mais de 200 milhões de visualizações no YouTube desde o seu lançamento. A música é destaque no jogo de videogame de dança Just Dance 2019.

## Listagem de faixas
- Digital download[5]

1. "Calypso" – 3:19